# 高等学校
高等学校（こうとうがっこう）とは、日本における後期中等教育段階の学校。略して高校（こうこう）と呼ばれている。その名称から誤解されることもあるが、高等教育（ISCEDレベル5）を行う学校ではなく、後期中等教育段階（ISCEDレベル3）に相当する学校である。
1948年に発足した新制の高等学校は旧制の中学校、高等女学校、実業学校を改組再編したものである。高等学校は中学校の教育を基礎とし、中学校の課程を修了した生徒に高度な普通教育および専門教育を施すことを目的とする。主に市民としての総合的な基礎教養、大学・専門学校など高等教育機関への進学準備、また就職に向けての技術・技能の習得の教育を行う。
新制の高等学校は小学区制・総合制・男女共学を原則としたものの前二者は実施には至らなかった。1990年代以降は中高一貫制の導入、単位制の実施、総合課程の導入など教育の多様化・柔軟化がみられる。
日本の新制の高等学校段階に於ける教育に対する制度上の正式な英語表記は Upper Secondary Education であり、新制の高等学校の正式な英語表記は High School である。一般には Senior High School との英語表記（中学校の Junior High School に対応した英語表記）もみられる。
なお、日本において学制改革後の1950年（昭和25年）まで存在した高等学校については、旧制高等学校を参照。

## 概要
日本の高等学校は中学校（義務教育学校を含む）における教育の基礎の上に、心身の発達に応じて、高度な普通教育および専門教育を施すことを目的とする。
義務教育の対象外であるが、今日では中卒での就職は一般的ではないこともあり、低学力・不登校・非行・経済的理由・障害などの特殊な事情で進学が困難な場合を除いてほとんどの中学卒業生が高校へ進学している。経済的な理由があっても、高等学校実質無償化および奨学金などの援助があることから、働きながら高等学校の定時制または通信制に進学するのが一般的である。障害がある生徒も特別支援学校の高等部に進学するのがほとんどである。これは中学卒業からの就職は就労可能な職種が極めて限定的で仕事の幅が狭く、また労働基準法により15歳から17歳の労働者は年少者として扱われるため労働の制約が多く、資格や免許の取得にも制約が多いことなどから、1970年代後半（昭和50年以降）からは中卒者の新卒採用に消極的になった企業が増加したことが影響している。
1998年（平成10年）の学校教育法（昭和22年法律第26号）の改正により、中高一貫教育（中学校における教育〔義務教育として行われる普通教育〕と高等学校における教育〔高度な普通教育および専門教育〕を一貫して施すこと）を行う6年制の学校である「中等教育学校（secondary school）」が新たに創設された。中高一貫教育を行う中学校・高等学校の一部は中等教育学校の前期課程・後期課程への改組がされ始めており、国立学校、公立学校、私立学校の全部で、中等教育学校が増えつつある。私立の多くは実質的に中高一貫教育を行い、高校からの入学者を受け入れないが、法律上は中学校と高等学校に分かれたままの態勢になっている。
修業年限（卒業までに教育を受ける期間）が3年又は3年以上の高等学校の一般的な課程を本科といい、この項目では主に本科について扱う。これ以外にも別科と専攻科があるが、専攻科については専攻科の項目で詳述している。ただし、通常は本科という言葉は使われない。
| prog.no.   | ISCED レベル | 日本語                                 | 英語 |
| ---------- | ------------ | -------------------------------------- | --- |
| prog.03.01 | 3A           | 全日制-本科普通課程                    | upper secondary school, full day general course                                                         |
| prog.03.02 | 3A           | 定時制-本科普通課程                    | upper Secondary school, day/evening general course                                                      |
| prog.03.03 | 3A           | 通信制-普通課程                        | upper secondary school, correspondence general course                                                   |
| prog.03.04 | 3A           | 全日制-本科総合課程                    | upper secondary school, full day integrated course (general)                                            |
| prog.03.05 | 3A           | 定時制-本科総合課程                    | upper secondary school, day/evening integrated course (general)                                         |
| prog.03.06 | 3C           | 全日制-本科専門課程                    | upper secondary school, full day specialized course                                                     |
| prog.03.07 | 3C           | 定時制-本科課程                        | upper secondary school, day/evening specialized course                                                  |
| prog.03.08 | 3C           | 通信制-専門課程                        | upper secondary school, correspondence specialised course                                               |
| prog.03.09 | 3C           | 全日制-定時制別科（普通/総合/専門）    | upper secondary school, (full day/evening school), short-term course (general, integrated, specialized) |
| prog.04.01 | 4            | 全日制/定時制-専攻科（普通/総合/専門） | upper secondary school, (full day, day/evening), advanced course (general, integrated, specialized)     |

## 学校数・生徒数
2023年（令和5年）5月1日現在で学校教育法に基づく高等学校は全日制・定時制合わせて全国に4,791校あり、その内、国立15校、公立3,455校、私立1,321校。在校生は2,918,501人であり、男子1,485,991人、女子1,432,510人である。このほか通信制の高等学校がある。
2000年（平成12年）国勢調査統計表の通り、日本の高等学校の在学者には15歳から18歳の生徒が多く、19歳以上の生徒は少ない。高等学校に入学できる最低年齢は、学校教育法の規定およびその法解釈によって15歳となっているが、上限は日本国の法令では規定されておらず、法令上、最低年齢を超えていれば年齢は何歳でも構わない。また、高校無償化法の対象にはならないものの、「高等学校」「中等教育学校」「特別支援学校の高等部」「高等学校に相当すると認定された日本国外の課程」を卒業した人が、再び高等学校に入学・学習することも法令上、制限されていない。普通科高等学校卒業者が職業技術を身につけるために工業科の高等学校に編入する例が挙げられる。
このため、地方公共団体の条例等で特殊な規制がされていない限りは、設置者（地方公共団体、学校法人、学校設置会社、学校設置非営利法人）および高等学校（最高責任者は校長である）の入学許可が得られれば、「全日制の課程」「定時制の課程」「通信制の課程」の全ての課程から、いずれかを選択して入学・学習を行うことが可能である。
ただし、極端に高年齢の生徒は、「定時制の課程」や「通信制の課程」で学んでいることが多い。

## 歴史
戦前（明治～大正・昭和初期～第二次世界大戦終結まで）は、男子は旧制中学校および実業学校、女子は高等女学校がその役割を担っていた。新制高校発足当初は高校三原則によって、公立高校は希望者全入、普通教育と職業教育を併せた総合制、男女共学にすることが目指されていたが、その後の諸事情で、希望者全入、総合制は実現されなかった。男女共学も、私立の大半は男子校、女子校のまま存続し、また東日本では公立校でも男女別学が残った。しかし全国的に見れば概ね共学に移行し、新設校の大半は共学として発足し、また近年では生徒数減少のため共学化に踏み切る学校も増加しており、現在では概ね確立している。また現在は高校進学率が9割を超え、学費の無償化も進んでいるため、進学する学校を選ばなければ事実上高等学校へ全入できる。また、学校統廃合に伴い、普通科と専門学科が併設された高校が増えており、普通教育と職業教育の両方から選択履修することが可能な総合学科の制度も新設され、設置する高等学校が増えている。

## 教育の目標
学校教育法の第51条に高等学校における教育の目標が規定されている。
1. 義務教育として行われる普通教育の成果を更に発展拡充させて、豊かな人間性、創造性及び健やかな身体を養わせ、国家及び社会の形成者として必要な資質を養わせること。
2. 社会において果たさなければならない使命の自覚に基づき、個性に応じて将来の進路を決定させ、一般的な教養を高め、専門的な知識、技術及び技能を習得させること。
3. 個性の確立に努めるとともに、社会について、広く深い理解と健全な批判力を養わせ、社会の発展に寄与する態度を養わせること。

平成19年法律第98号（2008年〔平成20年〕4月1日施行）による学校教育法の改正前の規定と若干字句が異なる。
学校教育法施行規則（昭和22年文部省令第11号）に基づき、高等学校の教育課程は、各教科に属する科目、特別活動、総合的な学習の時間によって編成されている。教科には、普通教育に関する各教科と専門教育に関する各教科があるが、専門教育に関する各教科は、学校によって開設されないこともある。
- 普通教育に関する各教科
  - 国語 - 現代の国語、言語文化、論理国語、文学国語、国語表現、古典探究(古文・漢文)
  - 地理歴史 - 地理総合・探究、歴史総合、世界史探究、日本史探究
  - 公民 - 公共、倫理、政治・経済
  - 数学 - 数学I・II・III、数学A・B・C
  - 理科 - 科学と人間生活、物理基礎、物理、化学基礎、化学、生物基礎、生物、地学基礎、地学
  - 保健体育 - 体育、保健
  - 芸術 - 音楽I・II・III、美術I・II・III、工芸I・II・III、書道I・II・III
  - 外国語 - 英語が主流。英語コミュニケーションI・II・III、論理・表現I・II・III、
  - 家庭 - 家庭基礎、家庭総合
  - 情報 - 情報I・II
  - 学校設定教科 - 宗教（私立学校のみ）、環境、国際、チャレンジなど

※各項目の最初に挙げられているのが教科である。授業は教科の下位区分である科目によって行われるが、実際の科目はたとえば数学ならば「数学I」「数学A」のようにより細かく分けられている。各学校は適宜学校設定科目が設置できる。
- 専門教育に関する各教科
  - 農業 - 農業と環境、課題研究、総合実習、農業情報処理、作物、野菜、果樹、草花、畜産、農業経営、農業機械、食品製造、食品化学、微生物利用、植物バイオテクノロジー、動物バイオテクノロジー、農業経済、食品流通、森林科学、森林経営、林産物利用、農業土木設計、農業土木施工、水循環、造園計画、造園技術、環境緑化材料、測量、生物活用、グリーンライフ
  - 工業 - 工業技術基礎、課題研究、実習、製図、工業数理基礎、情報技術基礎、材料技術基礎、生産システム技術、工業技術英語、工業管理技術、環境工学基礎、機械工作、機械設計、原動機、電子機械、電子機械応用、自動車工学、自動車整備、電気基礎、電気機器、電力技術、電子技術、電子回路、電子計測制御、通信技術、電子情報技術 、プログラミング技術、ハードウェア技術、ソフトウェア技術、コンピュータシステム技術、建築構造、建築計画、建築構造設計、建築施工、建築法規、設備計画、空気調和設備、衛生・防災設備、測量、土木基礎力学、土木構造設計、土木施工、社会基盤工学、工業化学、化学工学、地球環境化学、材料製造技術、工業材料、材料加工、セラミック化学、セラミック技術、セラミック工業、繊維製品、繊維・染色技術、染織デザイン、インテリア計画、インテリア装備、インテリアエレメント生産、デザイン技術、デザイン材料、デザイン史
  - 商業 - ビジネス基礎、課題研究、総合実践、ビジネス実務、マーケティング、商品開発、広告と販売促進、ビジネス経済、ビジネス経済応用、経済活動と法、簿記、財務会計I・II、原価計算、管理会計、情報処理、ビジネス情報、電子商取引、プログラミング、ビジネス情報管理
  - 水産 - 水産海洋基礎、課題研究、総合実習、海洋情報技術、水産海洋科学、漁業、航海・計器、船舶運用、船用機関、機械設計工作、電気理論、移動体通信工学、海洋通信技術、資源増殖、海洋生物、海洋環境、小型船舶、食品製造、食品管理、水産流通、ダイビング、マリンスポーツ
  - 家庭 - 生活産業基礎、課題研究、生活産業情報、消費生活、子どもの発達と保育、子ども文化、生活と福祉、リビングデザイン、服飾文化、ファッション造形基礎、ファッション造形、ファッションデザイン、服飾手芸、フードデザイン、食文化、調理、栄養、食品、食品衛生、公衆衛生
  - 看護 - 基礎看護、人体と看護、疾病と看護、生活と看護、成人看護、老年看護、精神看護、在宅看護、母性看護、小児看護、看護の統合と実践、看護臨地実習、看護情報活用
  - 情報 - 情報産業と社会、課題研究、情報の表現と管理、情報と問題解決、情報テクノロジー、アルゴリズムとプログラム、ネットワークシステム、データベース、情報システム実習、情報メディア、情報デザイン、表現メディアの編集と表現、情報コンテンツ実習
  - 福祉 - 社会福祉基礎、介護福祉基礎、コミュニケーション技術、生活支援技術、介護過程、介護総合演習、介護実習、こころとからだの理解、福祉情報活用
  - 理数 - 理数数学I・II、理数数学特論、理数物理、理数化学、理数生物、理数地学、課題研究
  - 体育 - スポーツ概論、スポーツI・II・III・IV・V・VI、スポーツ総合演習
  - 音楽 - 音楽理論、音楽史、演奏研究、ソルフェージュ、声楽、器楽、作曲、鑑賞研究
  - 美術 - 美術概論、美術史、素描、構成、絵画、版画、彫刻、ビジュアルデザイン、クラフトデザイン、情報メディアデザイン、映像表現、環境造形、鑑賞研究
  - 英語 - 総合英語、英語理解、英語表現、異文化理解、時事英語
  - 学校設定教科 - フランス語・ドイツ語・中国語・朝鮮語など、職業、商船（現在はない）、宗教（私立学校のみ）など

- 特別活動
  - ホームルーム活動、生徒会活動、学校行事

- 総合的な探究の時間

- そのほか、各教科に属する学校設定科目を設置することができる。

## 入学、進級、卒業、単位
一般的に4月に入学するが、それ以外の時期の場合もある。入学資格は高校受験#入学資格を参照。
一般的な「学年制と単位制の併用による教育」では進級して卒業するという方式を取り、進級するためには各学年ごとに定められた単位を取得しなければならない。その学年で単位が取得できずに「留年」となると、その学年全ての科目を再履修しなければならない。学年による教育課程の区分を設けない「単位制による教育」では、学年という概念が全く存在しないように思われることもあるが、選択科目を履修する前に必修科目の単位修得を求めるなど、結果的に「学年制と単位制の併用による教育」とやや似た状況となっているところもある。ただし、「単位制による教育」は卒業時までに選択可能な科目が「学年制と単位制の併用による教育」よりもはるかに多い。一般的な「学年制と単位制の併用による教育」と同様にホームルームやクラス単位での特別活動などを行う学校が多い。
但し単位制の場合は、そもそも「留年・原級留置」という概念が無いため、必修科目を含め未履修単位が生じても卒業年次までに単位を満たせば、最短学修期間（通常3年以上）にて卒業できる。
単位は、各科目ごとに試験の点数や実技、レポート、作品、参加度、その他の評価項目によって、一定の基準を満たした場合に認められる。試験で規定の点数に達しない点数は赤点又は欠点という。修業年限（在学しなければならない期間）は、全日制の課程は3年であり、定時制の課程と通信制の課程は3年以上である。

## 教育課程による分類
授業を行う時間帯、季節、方法などの違いにより、「全日制」、「定時制」、「通信制」の3種類の課程がある。

### 全日制
全日制（ぜんにちせい、英語: full time school）およびその課程である全日制課程（ぜんにちせいかてい、英語: full time course）とは、おおよそ平日（月曜日～金曜日、場合によっては土曜日も含む）の朝8時過ぎから午後4時半程度までの日中に学習する課程。全日制の課程（全日制課程）とは、通常の課程とされているものである。一般的に高等学校といえばこの課程を指す。1日に5時間から8時間程度の授業をする。学校教育法により、修業年限は3年と定められている。学年制が多いが、近年単位制に変更された学校も多く、2017年度（平成29年度）は全4907校のうち単位制が965校 (19%) ある。在学中に高等学校卒業程度認定試験を受験することも可能である。卒業率は95%前後。2022年度（令和4年度）の高等学校の中退者数は43,401人。中退理由は「進路変更」43.9%で最も多く、次いで「学校生活・学業不適応」が32.8%、「学業不振」6.0%の順となっている。中退者全体のうち、単位制が36.5%、1年生が32.5%を占め、2年生22.4%、3年生は8.0%。一般的な傾向としては、現役入学者が多く過年度生が少ない（要するにほとんどの生徒が15歳～18歳である）などの特徴がある。
「昼間定時制」や「昼夜間定時制の昼間部」、「通信制の週5日通学コース」はこれに類する。

### 定時制
定時制（ていじせい、英語: part time school）およびその課程である定時制課程（ていじせいかてい、英語: part time course）とは、特定の時間帯や、季節において授業を行う課程のことである。1948年（昭和23年）に発足した。
一般的に「定時制」というと夜間定時制を指すことが多い。
夜間に授業を行う夜間定時制、全日制と同様に昼間に授業を行う昼間定時制がある。
また、同じ定時制課程の学科に複数の時間帯の教育課程（部）を併設する多部制と呼ばれる制度があり、
昼間定時制だと、昼間の午前・午後それぞれを中心とする昼間部2部を併設する昼間二部制がある。
また、昼間部と夜間部を併設する昼夜間定時制がある。
昼夜間定時制だと、昼間部と夜間部それぞれを併設する昼夜間二部制、昼間部2部と夜間部の計3部を併設する三部制などがある。
一方、愛知県の公立定時制のように、昼間部と夜間部で全く別々の教育課程で、昼夜授業でも三部制の形態をとっていない定時制高校もある。

#### 夜間定時制・夜間部
夜間定時制（英語: night school）および昼夜間定時制の夜間部は、主に昼間に仕事に就き、終業後に夜間に学校に来て学習する社会人の生徒のために作られた課程である。一般的に全日制課程や昼間部に併設されている。多くの学校では法律に応じて学校給食があるが、昨今、喫食を希望しない生徒や食物アレルギーに対応できないことを理由に給食を廃止する学校がある。
経済的な理由やいじめなど、さまざまな事情で高校を中退したが再び高卒の資格を取りたい社会人、無職の者、若いときに経済的な理由やさまざまな事情で高校に進学できなかった高齢者、発達障がいや知的障がいを抱えた生徒、特別支援学校で受け入れてもらえなかった生徒などが進学している。
授業形態および修業年限は、1日に4時間程度の授業を行う4年制が多いが、3年制で卒業可能な夜間定時制もある。

##### 現状
修業年限も1988年の法改正以前は4年に統一されていたため、2003年度は4年制の課程が756校と比較的多く見られるが、3年制の課程も135校ある。夜間定時制で3年制の場合、希望者のみのゼロ時限授業や5時限授業を開講して、1日の授業時数を5校時程度にまで増やしたり、通信制課程を併習したり、高等学校卒業程度認定試験の合格科目を卒業単位の一部として認定する場合も少なくない。通信制併修の場合、スクーリングについては所属する学校で行われることが多い（大阪府立など）。
21世紀に入った現在、入学試験では志願倍率が0.1を切るような低倍率の学校も少なくない。夜間定時制課程は、中学校卒業時に就職する人が大幅に減少したため生徒数も同様に減少しており、学校の統廃合が進んでいる。
しかし、都市部で近隣の夜間定時制の閉課や統合になどによって多数の生徒が集中して、都立高校では立川高校や町田高校、農業高校のように生徒数300人から400人程度の比較的大規模となった学校が生じた。
また、都市部以外の地方でも、島根県や鹿児島県で定時制課程を持つ高校が2〜3校まで減少したり、福井県で夜間定時制が嶺北の道守高校に集約されて、嶺南で自宅通学が容易な県内の夜間定時制が消滅するなど、統廃合で近隣校が減少することで、志願者にとって遠距離通学を迫られたり、勤労者が通学困難になるなどの問題も生じている。
昨今、低所得者やひとり親家庭といった生活困窮者の増加で家計を支援するために夜間定時制の生徒が、日中にコンビニ、ファミレス、ハンバーガーショップ、ドラッグストアなどでアルバイトをする生徒もいる。

#### 昼間定時制・昼間部
昼間定時制および昼夜間定時制の昼間部は、全日制と同様に昼間に授業を行い、ほとんどの生徒が15歳～18歳である。
また、同じ昼間でも全日制と多少授業時間が異なる場合がある。3年制や三修制が多い。
授業形態および修業年限は、昼間定時制では1日に6時間程度の授業を行う3年制がほとんどである。
また、昼夜間定時制の多くは3年制と4年制の両方から選択することができる三修制を導入している。そのため昼間部の場合、4年次への進学は留年に近い。
東京都立砂川高等学校定時制課程Ⅰ・Ⅱ部（昼間部）のように3年制のみの高等学校もある。

##### 現状
入学試験での志願倍率は1.0倍前後で安定しているほか、人気校では3倍以上の倍率がつくこともあるなど常に一定以上の志願者が存在する。

#### その他
他に、農閑期に通学する形の農業関係の学科（農業科など）を設置する季節定時制と呼ばれるものや交代勤務の工場労働者（主に女子）等を対象に、昼間に授業を行うもの（昼間隔週二部制）も設置された。昼間隔週二部制は、対応する企業が少なくなったこと、志願者が少ないことから廃止された。
また、山間部の農業科・家庭科を設置している高校は昼間定時制を設置している。春と秋の農繁期に休業がある。現在は農業に携わるもの以外は、その期間に補習や職業体験などを行っている。4年次は登校する曜日を少なくして各自の進路に対応する学習を行う。
現在では通院、就業、専修学校高等課程とのダブルスクールに配慮した形の開講形態になっている高校もあり、多部制を中心に大学との単位互換など、全日制では対応できないような取り組みがなされている。

### 通信制
通信制（つうしんせい、英語: correspondence school）およびその課程である通信制課程（つうしんせいかてい、英語: correspondence course）とは、通信による教育を行う課程のことである。学校教育法により、修業年限は3年以上と定められており、2020年度は3年制は222校、4年制は68校である。
複数の都道府県の生徒が在学する広域通信制高校の一部では、学習環境など基準に満たない劣悪な学校が存在したため、文部科学省はそのような広域通信制高校の調査・監査・改善命令を行った。

#### 学習方法
基本的に教科書をベースにした自主学習により、添削指導と呼ばれる課題レポートの添削を教員から受けることで学習を進めるが、同時に面接指導（スクーリング）が、一般的には月に数回程度（全日制の課程の約8単位時間分の授業に相当するといわれる）行われ、添削指導、面接指導、試験などを通じて単位が得られる。

自主学習を支援するために、通信制の課程の多くは学校で独自の教材を作成して配布したり、副教材で「学習書」と呼ばれる、放送出版協会が発行する副教材を利用しているところが多い。特に学習書は広く使われているものであるが、国語科目ではその学習書の中に教科書の内容をそのまま含んでいるという場合もあり、教科書に比べて高価であるが、教科書と同義のものとして扱われ、一部で一定条件を満たせば補助が出るところもある。

#### スクーリング等
公立通信制高校のスクーリング（面接指導）は多くの学校が日曜日に行われ、1つの科目に対して他曜日に同じ内容で行われる。同じ内容なら、生徒はいずれかの日にスクーリングに出席すればよいところが多いが、広域通信制をとる学校では、夏季などにまとめて合宿スクーリングを行う学校もある。
加えて、ラジオ放送、テレビ放送による学習や、インターネットやDVDなど多様なメディアを利用して行う映像学習が各教科・各科目または特別活動について取り入れられ、計画的かつ継続的に行われる。生徒がこれら放送による学習で、その成果が満足できると認められる時は、その各教科・科目の面接指導の時間数又は特別活動の時間数のうち、各メディアごとにそれぞれ10分の6以内、最大10分の8以内の時間数を免除する制度を持つ学校もある。ラジオ放送、テレビ放送は、NHK高校講座の利用が多く、ネットを通じて教師との双方向のやりとりが可能な学校もある。
なお、公立通信制には、面接指導の一部時間を学校以外の公認の学習会によって賄うことができる制度を持っている学校があり、広域通信制には、在学生対象の学習支援を行なう教育施設としてサポート校があって、高等学校と正式に提携を行っているところもある。

#### 入学・進級
入学に際して、学力検査による入学者選抜が行われることは少ない。学ぶ意思があれば不合格にしない場合がほとんどで、中学校を卒業している、もしくは義務教育課程を修了していれば、原則として入学に際して学力などを求められることはない。
他の高等学校や中等教育学校の中途退学者を対象とした編入学試験を実施しているところや広域通信制高校には転学制度もあり、編入生や転入生の場合、以前の高等学校や中等教育学校の単位や在籍年数が認められる制度をもっている学校が多い。
単位制による課程も多く、2017年度は、修業年限を3年とする学校のうち196校、修業年限を4年とする学校のうち55校が単位制による教育を行っている。単位制による教育の場合は、ほとんど学年という概念は薄く、原級留置（留年）という概念は無く、最短3年で卒業する人（修業年限が3年の場合）もいる。
大学のように在籍年数を区切った除籍制度がないため、最大限に学籍を利用し、学校によっては20年以上の長い時間をかけて卒業する人もいるなど、自分の進度で学習できる。従って、在籍する生徒の年齢も幅が広く、創立された当初の「職業人のための高等学校の課程」という機能があるため、16歳以上から80歳代を越える高齢の生徒が在籍する。

#### 実態
1990年代からは私立高校において、自分の進度で学習できるという長所を生かした個性的な通信制課程が出てきており、スポーツ教育などを行っている学校もある。加えて、広域通信制（複数の都道府県を学区とする通信制の課程）が増えている。
生徒も多様化し、不登校の人や全日制の課程になじめなかった生徒の占める割合が増加し、中学校を卒業したばかりの15歳の生徒が進路として選択することも増えている。
一方、自学自習を基本とする自主学習のため、どうしても時間がとれず管理が難しい、学習が進まない、時間が決まっているわけではないので他に優先順位があると後回しにしてしまう、常に教員に質問などができないという声もある。

## 学年による教育課程の区分の有無による分類
高等学校には、「学年制と単位制の併用による教育」と「単位制による教育」との2種類がある。以前の高等学校には、学年制と単位制の併用による教育しか存在しなかったが、1988年（昭和63年度）に、単位制のみによる教育が、「定時制の課程」と「通信制の課程」で認められ、さらに1994年（平成6年度）には「全日制の課程」にも認められた。

### 学年制と単位制の併用による教育
必ず各学年ごとに課程修了を認定されてから次学年の課程に進む方式である。年度末に各学校が個々の生徒に対して進級を認定し、認定されないと原級留置（留年）になる。最終学年の課程を修了し、各学校で全課程を修了したと認められれば卒業できる。私立に関しては留年を認めない場合もあり、退学・転学を求められることもある。単に「学年制」と呼ばれる場合もあるが、単位制も併用しているため、各学校の運営方法によっては高学年次での必履修科目の単位修得が可能となるなど単位制による教育と似た状況となることもある。

### 単位制による教育
学年による教育課程の区分を設けない方式であるため、最終学年に達するまで原級留置（留年）という概念はない。一定期間（転学・編入学でない場合、全日制の課程では3年、定時制の課程・通信制の課程では各学校が定める3年以上の期間）を在学し、必要な単位の修得などをして、各学校で全課程を修了したと認められれば卒業できる。全ての高等学校の課程で単位制が実施されているが、単に「単位制」と呼ぶ場合は、通例「学年制を実施せず、単位制による教育を行なっている場合」を指し、法的には学校教育法施行規則（昭和22年文部省令第11号）第103条第1項、および単位制高等学校教育規程（昭和63年文部省令第6号）が適用される。

## 学科による分類
| 学科     | 学科             | 計    | 全日制 | 定時制 |
| -------- | ---------------- | ----- | ------ | ------ |
| 普通科   | 普通科           | 3,979 | 3,545  | 434    |
| 専門教育 | 農業に関する学科 | 786   | 767    | 19     |
| 専門教育 | 工業に関する学科 | 1,864 | 1,693  | 171    |
| 専門教育 | 商業に関する学科 | 945   | 875    | 70     |
| 専門教育 | 水産に関する学科 | 82    | 82     | －     |
| 専門教育 | 家庭に関する学科 | 318   | 307    | 11     |
| 専門教育 | 看護に関する学科 | 96    | 94     | 2      |
| 専門教育 | 情報に関する学科 | 23    | 22     | 1      |
| 専門教育 | 福祉に関する学科 | 98    | 98     | －     |
| 専門教育 | その他の学科     | 651   | 648    | 3      |
| 総合学科 | 総合学科         | 389   | 347    | 42     |
| 計       | 計               | 9,231 | 8,478  | 753    |

日本の高等学校には、学科がおかれる。高等学校設置基準第5条により、学科の種類は次の通り定められている。
1. 普通教育を主とする学科（公式名称: 普通科）
2. 専門教育を主とする学科（通俗名称：専門学科）
3. 普通教育及び専門教育を選択履修を旨として総合的に施す学科（公式名称：総合学科）

学科が細分化されているのは日本の高校の特徴である。アメリカ、イギリス、カナダなどの高校は総合学科が多い。

### 普通科
普通科とは、一般的学習である普通教育を主とする学科である。国語、地理歴史、公民、数学、理科、保健体育、芸術、外国語、家庭、情報などの普通教育に関する教科・科目を中心として学習する。どの進路にも対応でき、どの分野にも依存しない普遍的教育を理念とするが、一方で大学などの高等教育機関進学のための準備教育になるという意見もある。従来は公立を中心に画一的な教育課程が組まれていたが、現在では学校毎に特色のあるものへと改革が進んでいる（例：兵庫県立など）。教育課程に商業や農業など専門科目が置かれることがあり、就職する生徒にも対応している。

### 専門教育を主とする学科
専門教育を主とする学科は、専門学科とも呼ばれる。専門学科は農業、工業、理数、体育などに関する各学科が設置されている。かつて職業学科と呼ばれた、農業・工業・商業・水産・看護など職業に関する専門教育を行う学科と、理数・英語・国際・文理・探求・体育・芸術など普通教科のうちいくつかを専門的に教育を行う学科とに分かれる。職業学科は、その性質上、各省庁の養成施設としての認可を受け、卒業時に各種の免許を取得したり、試験科目の一部が免除になる教育課程を編成したりしている学科も少なくない。現在では、主な専門学科とその他の専門学科に分類される。

### 総合学科
総合学科とは、一般的学習である普通教育と専門的学習である専門教育を総合的に施す学科のことである。各教科・科目は選択履修とされ、原則として単位制である。普通教科に関する科目と専門教科に関する科目（商業系・工業系など）の両方を選択できる。多くは2年次への進級時に進学コースか就職コースかを決定するが、カリキュラムは比較的緩やかである。だが、専門教科の学習はコースを決定するのが2年次と他学科よりも1年遅い。また、早期の進路決定が求められる。専門教科の科目を25単位以上設置しなければならない。系列と呼ばれるまとまった科目の集まりが複数設置される。しかし系列にとらわれず自由に科目を選択できる。そのほか、必修科目系列に所属しない自由選択科目が設置される。

### 専攻科
|             | 普通科 | 職業学科（専門高校） | 職業学科（専門高校） | 職業学科（専門高校） | 職業学科（専門高校） | 職業学科（専門高校） | 職業学科（専門高校） | 職業学科（専門高校） | 職業学科（専門高校） | 職業学科（専門高校） | 計     |
| 農業        | 普通科 | 工業                 | 商業                 | 水産                 | 家庭                 | 看護                 | 福祉                 | 併置                 | その他               |                      | 計     |
| ----------- | ------ | -------------------- | -------------------- | -------------------- | -------------------- | -------------------- | -------------------- | -------------------- | -------------------- | -------------------- | ------ |
| 設置校数    | 5      | 7                    | 18                   | 1                    | 25                   | 2                    | 75                   | －                   | 5                    | －                   | 138    |
| 生徒数(人） | 1,037  | 229                  | 440                  | 20                   | 534                  | 117                  | 6,551                | －                   | 1,147                | －                   | 10,075 |
| 学科数      | 8      | 9                    | 24                   | 2                    | 51                   | 2                    | 78                   | 5                    | －                   | 6                    | 185    |

高等学校専攻科 (英: upper secondary school, advanced course) はISCED-4レベルに位置づけられ、ISCED-3レベルの修了者に対して1年以上の教育を施す。修了時にはサーティフィケートが発行される。

## 設置者の相違による分類
学校を設置する公的セクターは、義務教育である小・中学校（中等教育学校と、小・中学部および幼稚部を設置している特別支援学校を除く）および幼稚園（認定こども園を含む）は市区町村（区は東京都の23区に限る）で、大学および高等専門学校が国が主となっているのに対し、高等学校（中等教育学校を含む）と、特別支援学校（高等部だけでなく、小・中学部や幼稚部を設置している学校を含む）においては都道府県が主となっている。これは、同一都道府県内において高等学校における教育を受ける機会の格差が生じないようにするためである。そのほか、政令指定都市など一部の市区町村（区は東京都の23区に限る）が設置している学校がある。また、山間部の分校は市町村立の場合もある。一般に、学校数全体で大都市圏では私立の割合が高いが、全国の大半の地域では、都道府県・市町村立の割合が私立を上回っている。
国立学校
- 国立大学法人立 - 国立の高等学校は全て国立大学の附属校である。

公立学校
- 都道府県立 - 通例・校名は「○○県（府・都）立○○高等学校」であるが、北海道・宮城・長野の各道県は変則的であり、「立」が入らない[注釈 14]。
- 市立、区立（都の特別区立）、町立、村立 - 通例・校名は「○○市（区・町・村）立○○高等学校」であるが、北海道の場合は一部を除き道立高校同様「北海道○○高等学校」で全道的に統一されている[注釈 15]。
- 組合立 - 地方公共団体の一部事務組合による設置。
- 公立大学法人立 - 学校教育法附則第5条の規定により、「当分の間、（地方独立行政法人は）大学及び高等専門学校以外の学校を設置することができない」とされていたが、この規定は2017年4月に削除された。

私立学校
- 学校法人立 - 学校を設置するための特別な法人である学校法人によって設置された学校をいう。従来は民間によって学校（一条校[注釈 16]）を設立する場合は全て学校法人を設立しなければならなかった。
- 構造改革特別区域内のみに認められたもの - 学校教育法上は私立学校であるが、私立学校法上での私立学校には該当しない。
  - 株式会社立(学校設置会社立）一部
    - アットマーク国際高等学校（石川県白山市）
    - 第一学院高等学校（茨城県高萩市）
    - 代々木高等学校（三重県志摩市）
    - 創学舎高等学校（埼玉県深谷市）
    - 大智学園高等学校（福島県双葉郡川内村）
    - ルネサンス高等学校（茨城県久慈郡大子町）

  - 特定非営利活動法人立（学校設置非営利法人立）

## 新しい取り組み
新しいタイプの高校
- エンカレッジスクール：学力不足で学び直しを希望する者を対象とする全日制の都立高校。支援教育を行う普通学校#エンカレッジスクールを参照。

- チャレンジスクール：不登校経験者を対象とする昼夜間定時制（三部制）の都立高校。支援教育を行う普通学校#チャレンジスクール・チャレンジ枠を参照。
- デイスクール、トワイライトスクール、トライネットスクール：前2者は3部制（定時制）単位制課程、後者は新タイプの通信制課程（支援教育を行う普通学校#トライネットスクールを参照）。2005年、砂川高等学校通信制課程を改編して設置。
- パレットスクール、クリエイティブスクール（大阪府、2部制・3部制定時制課程）
- スーパーサイエンスハイスクール (SSH)：理数系教育の重点校。既存の高校に資金を出して重点的な教育を行う。文科省
- スーパーイングリッシュランゲージハイスクール (SELHi)：英語教育の重点校。現在指定は中止されている。
- スーパーグローバルハイスクール (SGH)：国際人を育成する学校。人文科学や社会科学の科目を学び、海外の大学との交流を重点的に行う学校。国際だけにとどまらない全世界で活躍できるグローバル・リーダー等を育成する。

新しい動きなど
- 東京都では日比谷高校などが独自の入試問題を作成、往年の進学実績の復活を目指している。
- 各地に公立の中高一貫校・中等教育学校が徐々に設立され始めている。

## 高等学校と同学齢の学校

### 高等教育が行われる学校
旧制高等学校
旧制高等学校（きゅうせいこうとうがっこう）とは、高等学校令（1894年および1918年）にもとづいて設置され、1950年まで存在した日本の旧制高等教育機関であり、その教育内容は現在の大学共通教育に相当する。制度としては、まず第1次高等学校令（明治27年勅令第75号）が定められ、後に第2次高等学校令（大正7年勅令第389号）に変わられた。第2次高等学校令では、高等教育の他に中等教育などを尋常科で行うことも可能であったが、多くの高等学校では高等教育のみが行われた。
高等専門学校（高専）
高等専門学校（一般に高専と略される）は、学校教育法 第1条及び第115条に基づく、5年制（または5年6ヶ月）の専門教育に重きをおいた高等教育機関であり、その学齢は高等学校の3年間と大学教養課程または短期大学の2年間（専攻科を含むと大学学部の4年間）に相当し、卒業生は大学の3年次へ編入学（専攻科を修了し学士を取得すると大学院へ進学）することができる。このため、在学生は高等教育を受けているとして扱われるが、前半期には後期中等教育も併せて実施され、3年次修了において高卒者と同様に大学入学資格を生じる。高等教育機関であるため、教職員は教育職員免許法の適用外である。また教育課程も高等学校の学習指導要領に拘束されず、国語・地歴公民等の中等教育相当の人文科学系科目の学修時間が高等学校（普通科）に比して少ない一方、自然科学系の科目は工学の学修に必要な内容を中心に進められ、線形代数学・微分積分学・応用数学・力学など大学（理工系学部）の教養課程で履修する内容の学習を早いうちから行う。

### 後期中等教育段階の教育施設
専修学校の高等課程（高等専修学校）
専修学校の高等課程は、学校教育法 第126条により高等専修学校と称することができる後期中等教育段階の教育施設で、中学校を卒業した者に対し、職業若しくは実際生活に必要な能力を育成し、または教養の向上を図ることを目的に組織的な教育を施す施設であり、技能連携制度により、高校通信制課程と併修できるところが多い。
学校教育法 第1条による学校（一条校）ではなく、同法 第124条及び第125条の2に基づく職業教育を施す教育施設で、修業年限が3年以上の課程を修了した者は専修学校の専門課程（専門学校）に進学することができる。文部科学省の定める基準を満たす3年以上の課程を修了した者は、大学の入学資格を有する。
中学卒業者を対象とした省庁の教育施設
中学卒業もしくは見込者を対象とした文科省以外の省庁の教育施設として、陸上自衛隊高等工科学校や全国各地にある海上技術学校がある。
中学卒業者を対象とした職業訓練施設
職業能力開発促進法における職業訓練施設には、トヨタ工業学園のように中学卒業者を対象とした施設もある。

## 日本以外の中等教育機関との比較
- アメリカ合衆国 - K-12制を取っており、ハイスクールとは9-12学年を指すことが多いが、その区切りは学区によって様々である[注釈 20]。
  - 6・3制を推し進めたアメリカでは、今は5・3・4制が主流（4年制高校）である。高学年は教科担任が良いという理由。
- イタリア - 後期中等教育は高等教育進学校（5年課程）と職業教育校（3.5年課程）に分かれる。
- フランス - リセが存在し、コレージュを修了した後の3年課程である（15歳から入学）[14]。リセには高等教育進学を目指す普通リセと、職業教育を行う職業リセの2コースがある[15]。
- スペイン - バチジェラトが存在する（2年課程）。
- スウェーデン - 「Gymnasieskola」（ギムナジウム）が存在し、16歳で入学する3年課程のとする後期中等教育機関である。
- デンマーク - 3Aレベルのギムナジウム（3年課程）と、3Cレベルの職業高等学校（3-5年課程[注釈 21]）に分かれる[16]。

- ポルトガル - 中等教育（葡: ensino secundário）は3年課程（グレード10-12）であり、15歳で入学し義務教育である[17]。授業内容は高等教育進学コースと、職業教育コースに分かれ、修了時には国家資格フレームワーク (NQF) レベル3に認定される[18]。

- 台湾 - 15-17歳の3年間の課程であり、一般大学進学を目指す普通型高級中等学校（高級中学）と、職業キャリアを目指す技術型高級中等学校（高級技術高中）が存在する。
- 韓国 - 日本と同じ高等学校という呼び方で15-18歳の3年間の課程であり義務教育である。
- 中国　- 「高等学校」というと日本でいう大学などに相当し、後期中等段階教育を行う学校は高級中学、略して高中（カオチュン）と呼ばれる。
  -  香港 - 三三四学制が施行されており、高級中学は3年間の課程である